# Prinsens galleri

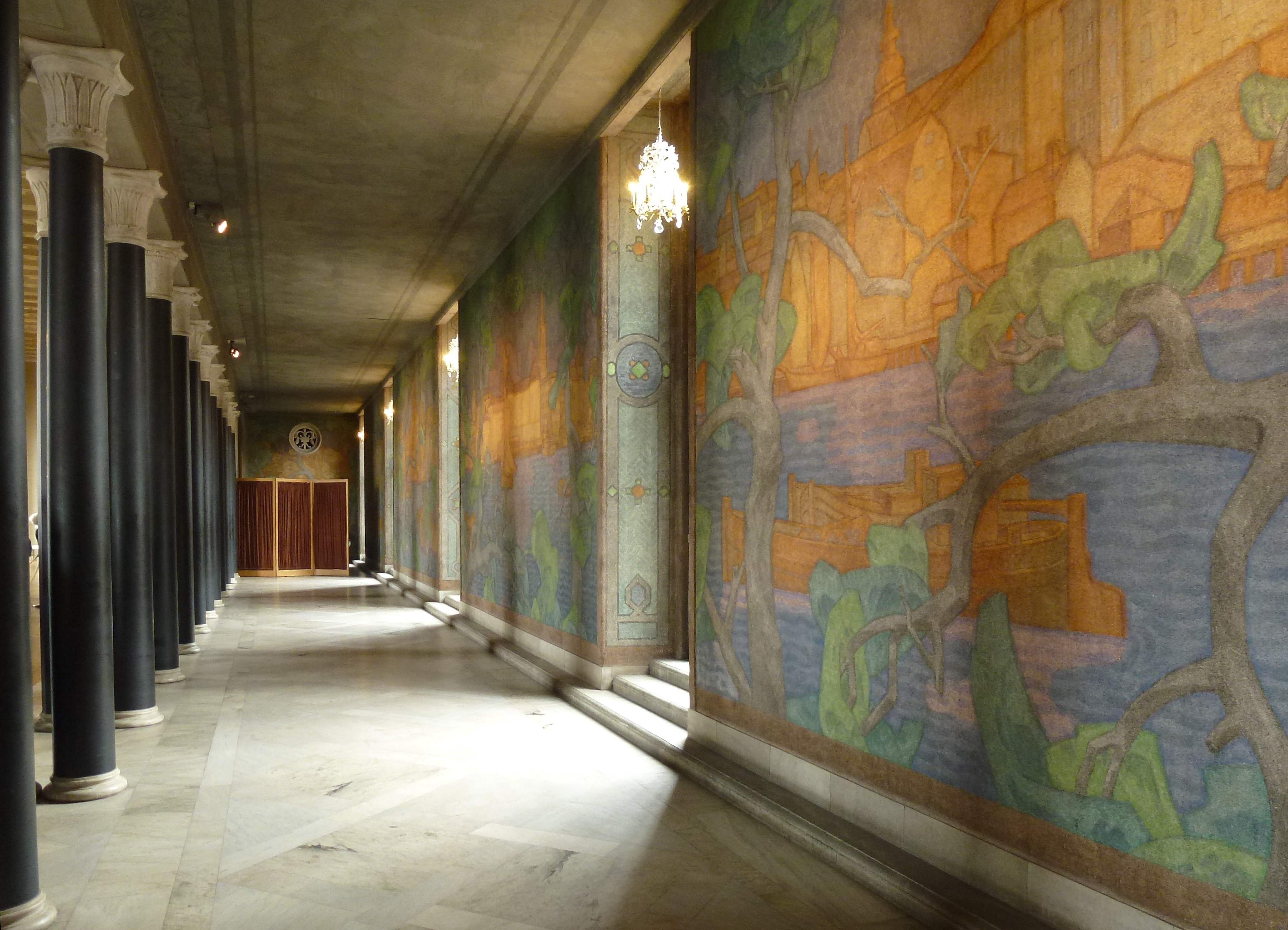
Vägg mot norr med Eugéns fresker.

Prinsens galleri, även kallad Stora Galleriet är en sal i Stockholms stadshus. Salen är uppkallad efter målarprinsen prins Eugen som utförde väggmålningarna. Salen används för Stockholms stads mottagningar.

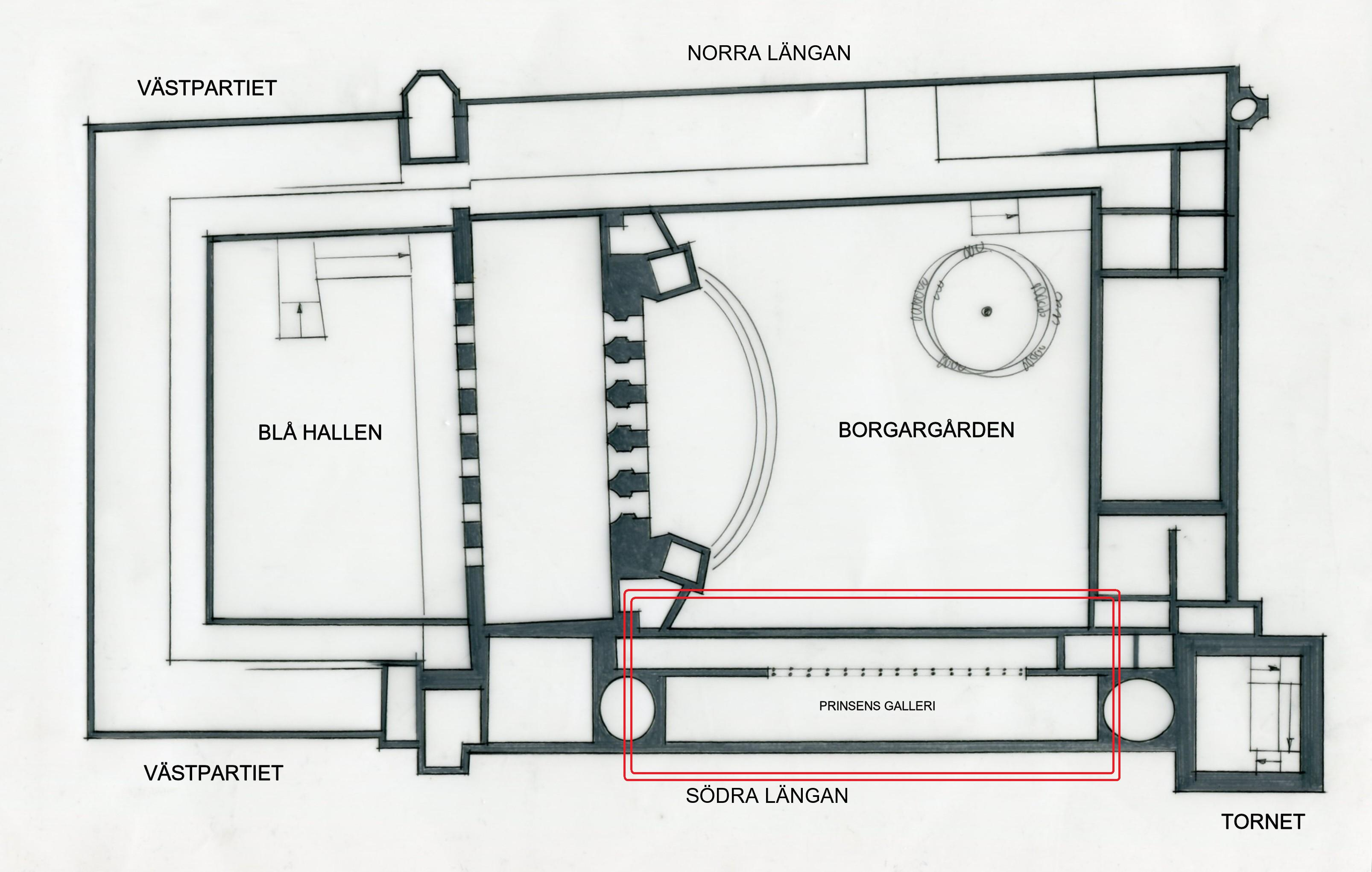
Orienteringsplan.

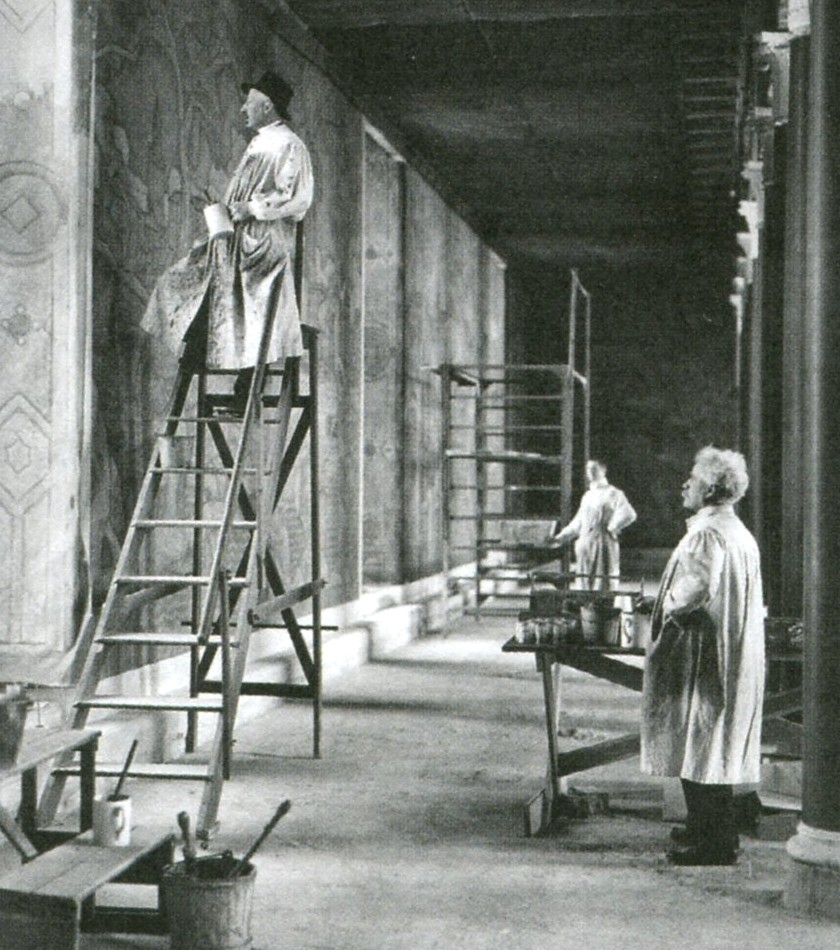
Prins Eugén i arbete, 1919.

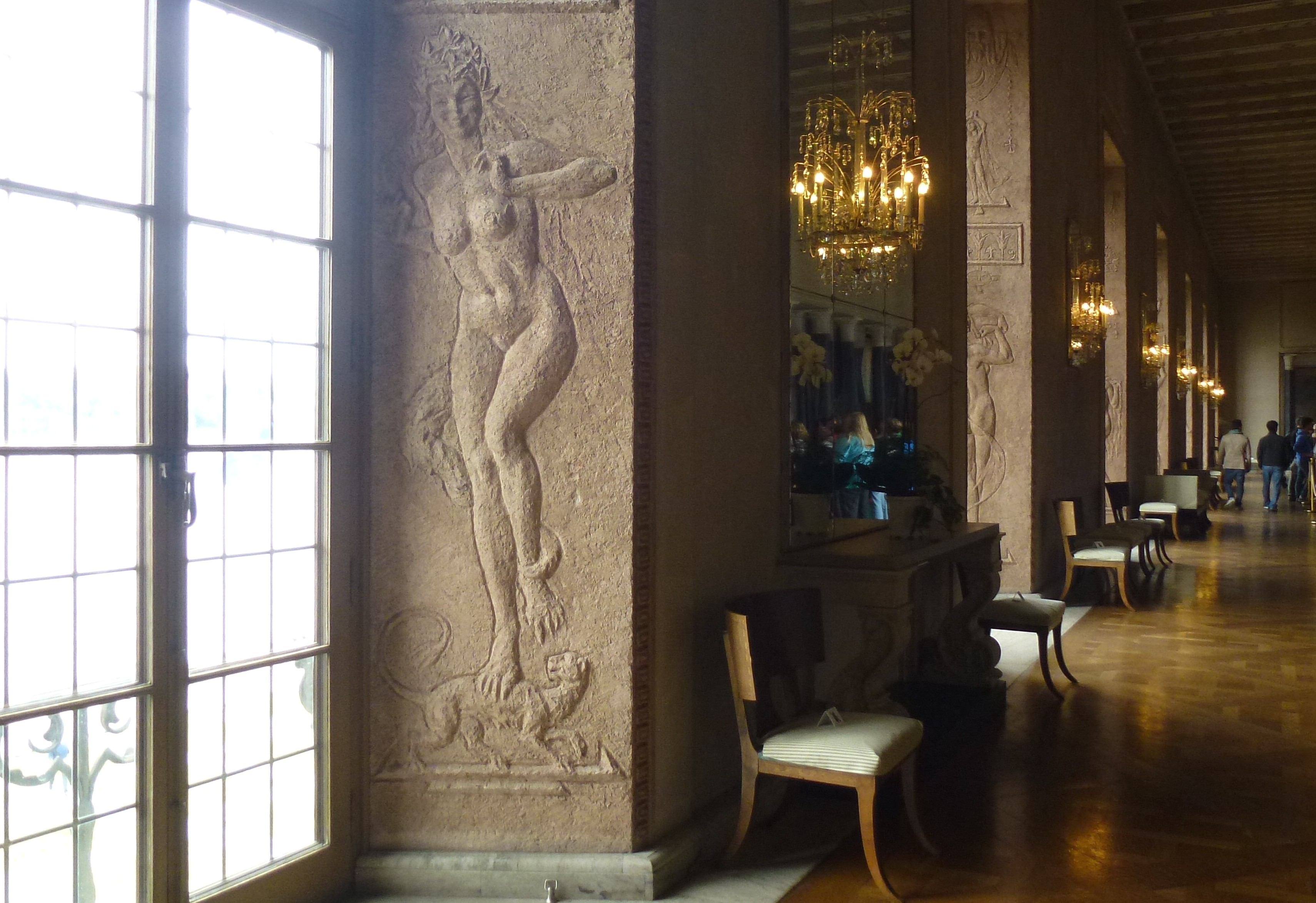
Vägg mot syd med Ackes stucker.

Längs stadshusets södra långsida sträcker sig Prinsens galleri. Genom sju höga fönster i södra fasaden får besökaren en grandios utsikt över Riddarfjärden och Södermalm.  Rummet uppdelas längs långsidan av 15 dubbelkolonner i en sal och ett smalare “galleri” med utsikt över Borgargården. Kolonnerna är tillverkade i diabas med kapitäl av ljus Ekebergsmarmor.
Omkring år 1916 bestämde sig Prins Eugen att utför väggmålningarna i den norra delen av galleriet. Detta väggparti är närmare 45 meter lång och delas genom fem höga fönster. Mellan åren 1917 och 1923 arbetade prinsen med al fresco-målningarna som visar olika stockholmsmotiv kallade “Stockholms stränder”. Hans idé var att illustrera den utsikten som huvudsakligen visar sig genom salens fönster mot syd, alltså Riddarholmen med Riddarholmskyrkan, Mariaberget och Katarina kyrka, dessutom Tegelviken och Klara sjö. Det var dock aldrig meningen att återge en naturalistisk bild av utsikten, han ville inte tävla med själva staden.
Eugen valde att lägga stadsmotiven i betraktarens ögonhöjd och samma höjd för himmel, byggnader och vattenytor, vilket ger önskad samklang åt väggfälten. Prinsen vistades ofta på arbetsplatsen och dagarna blev långa, han kände sig "dödstrött efter 7 à 8 timmars intensivt arbete". Utöver Prinsens galleri smyckade han även "Lilla kollegiesalen" med fresker. Slutligen menade prinsen att kollegiesalen tagit allt för lång tid och att allt annat arbete låg efter på grund av "det eviga stadshuset".  Han var dock nöjd med sitt verk och uppskattade att stadshusarkitekten Ragnar Östberg hade gett honom fria händer.
Till Stora Galleriets utsmyckning engagerades ytterligare en konstnär; Johan Axel Gustaf Acke. Han anförtroddes av Östberg först 1920, alltså i ett sent skede, med galleriets gestaltning och utformade stucker i fönsternischerna mot syd. Dessa visar en blandning av figurer från klassisk och nordisk mytologi. Efter en del ekonomiska diskussioner kom Acke igång först 1922. Han utförde även stuckarbeten i den angränsande "Rundeln".

## Bilder

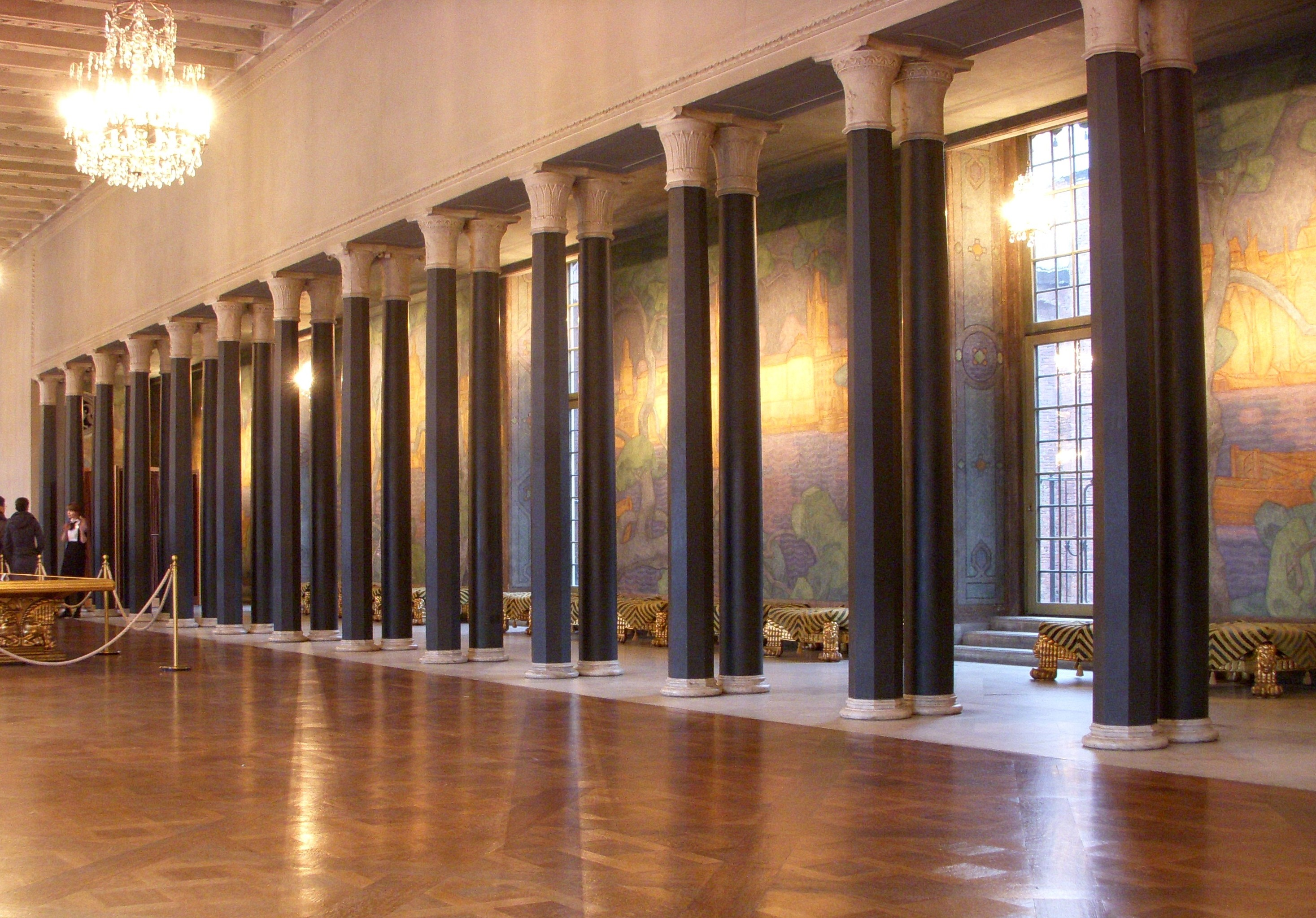
Stora Galleriet
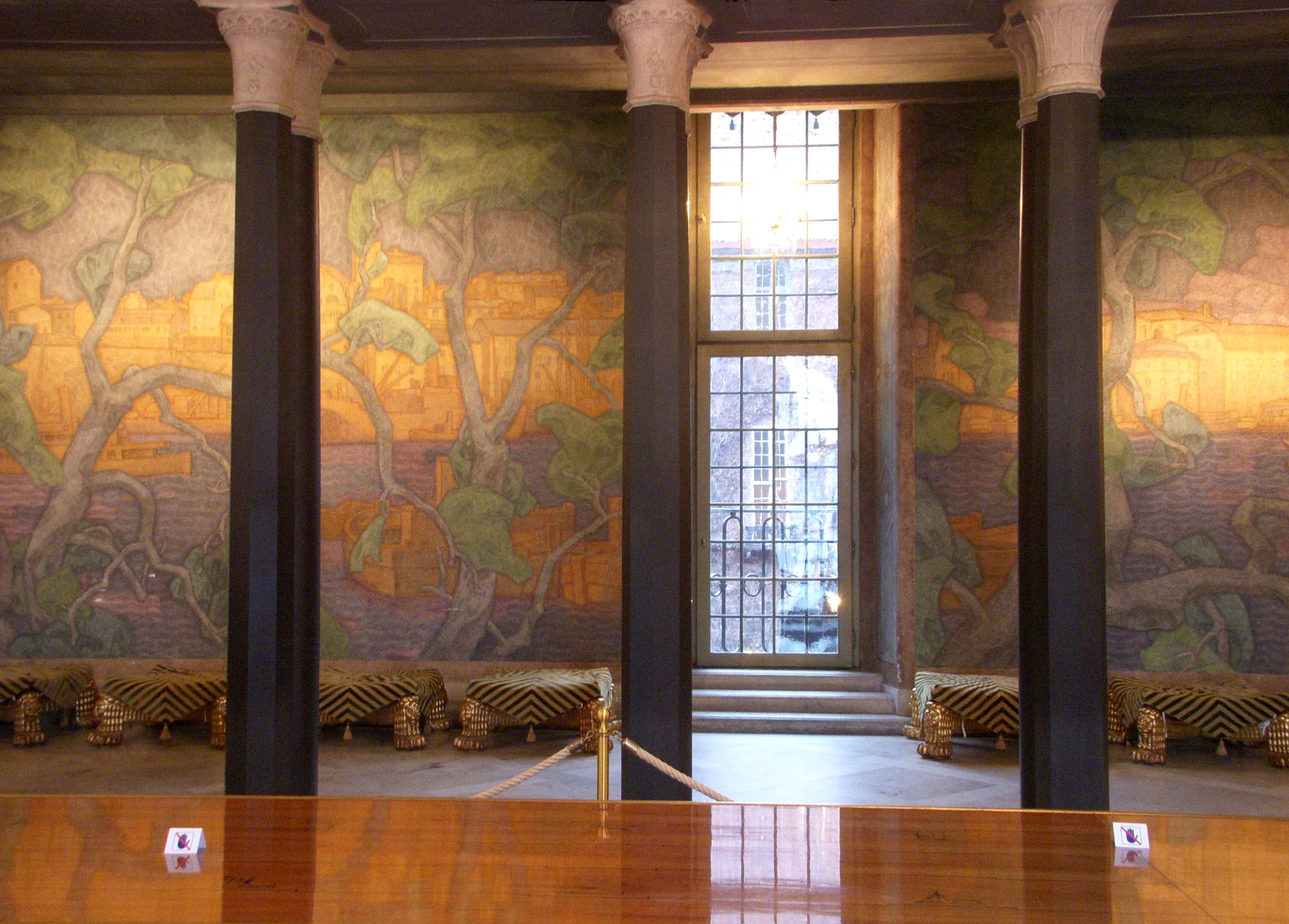
Stora Galleriet, vägg mot norr
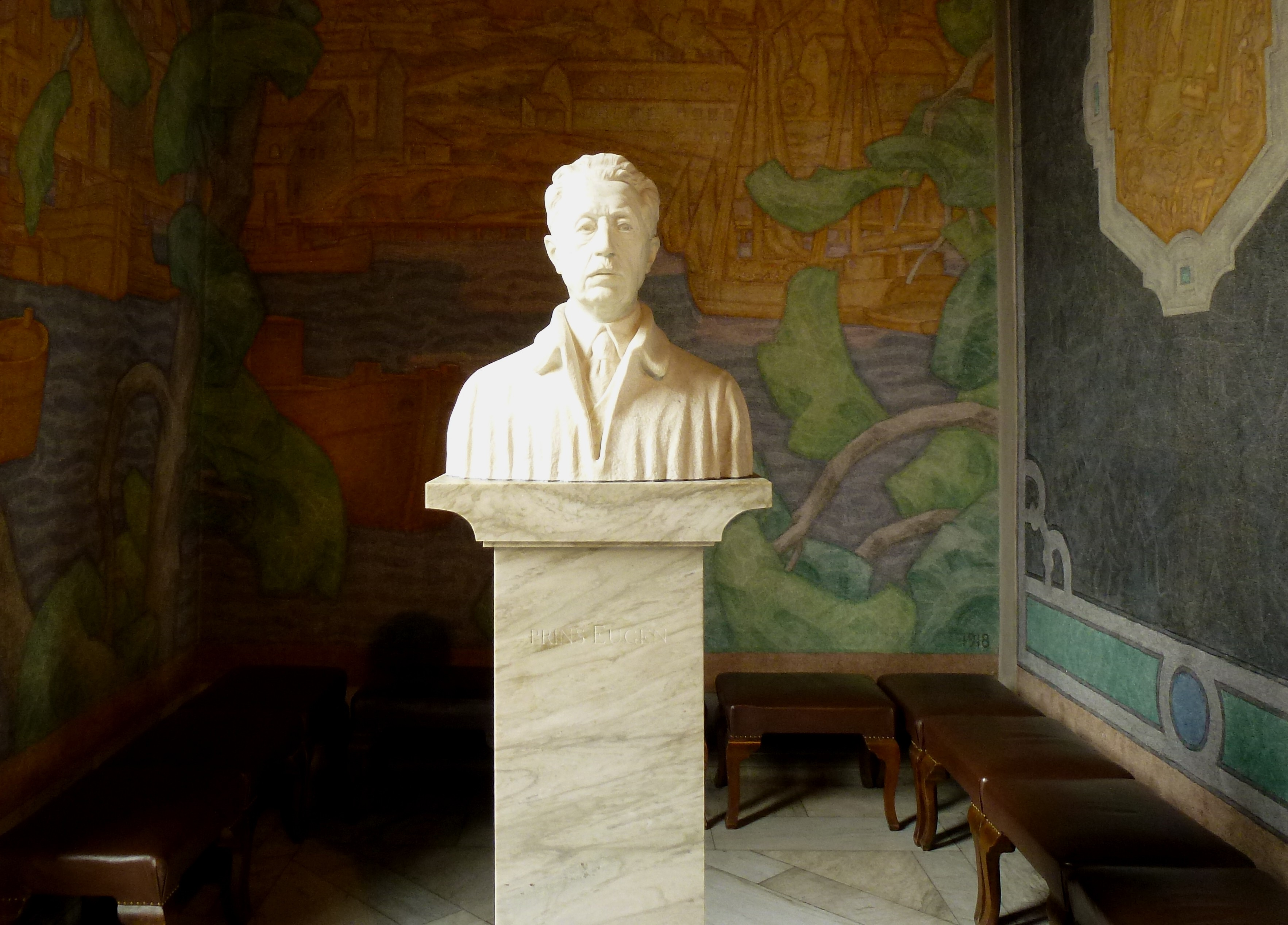
Prins Eugéns byst av Ivar Johnsson
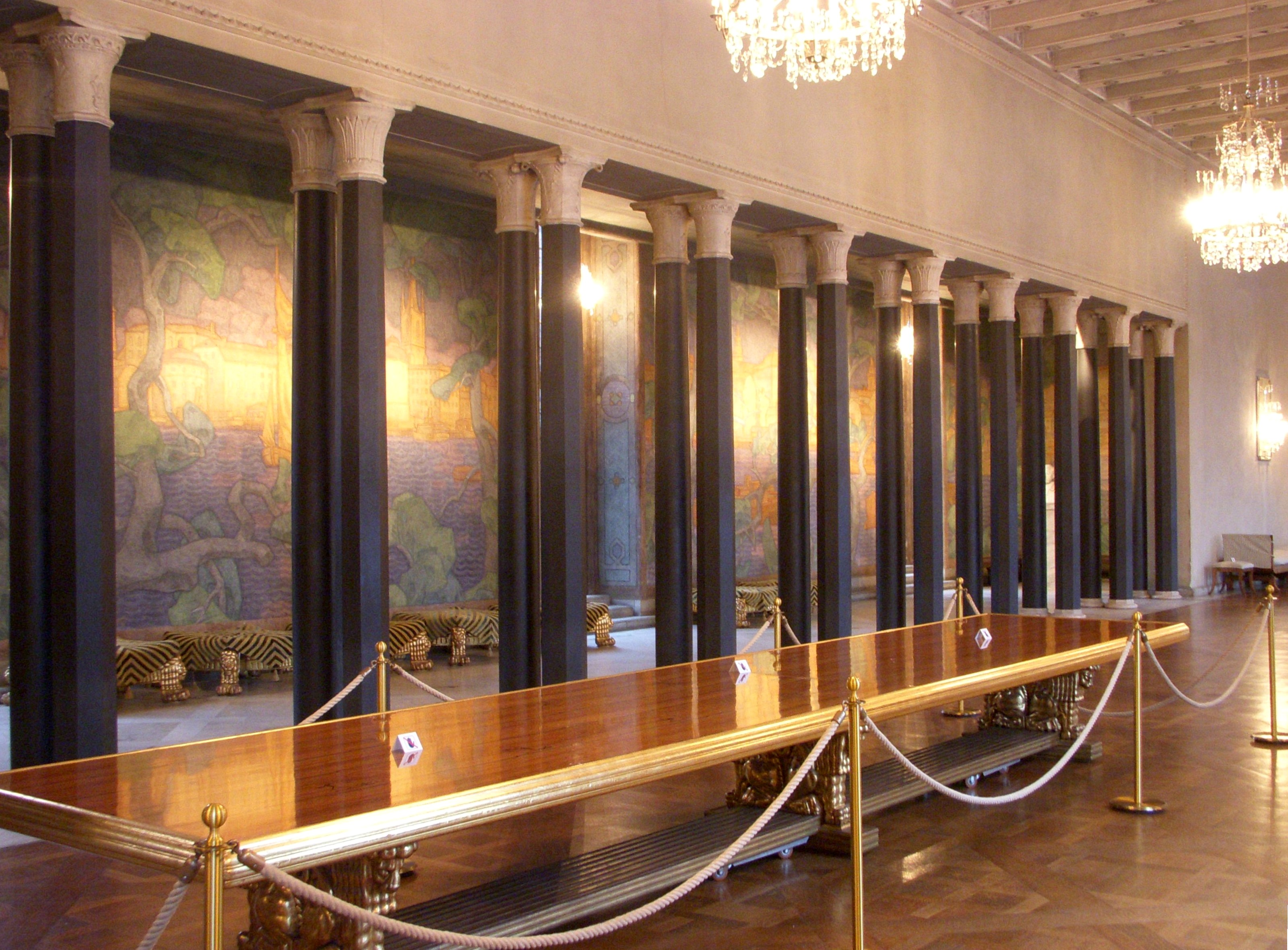
Stora Galleriet